# John Dolmayan

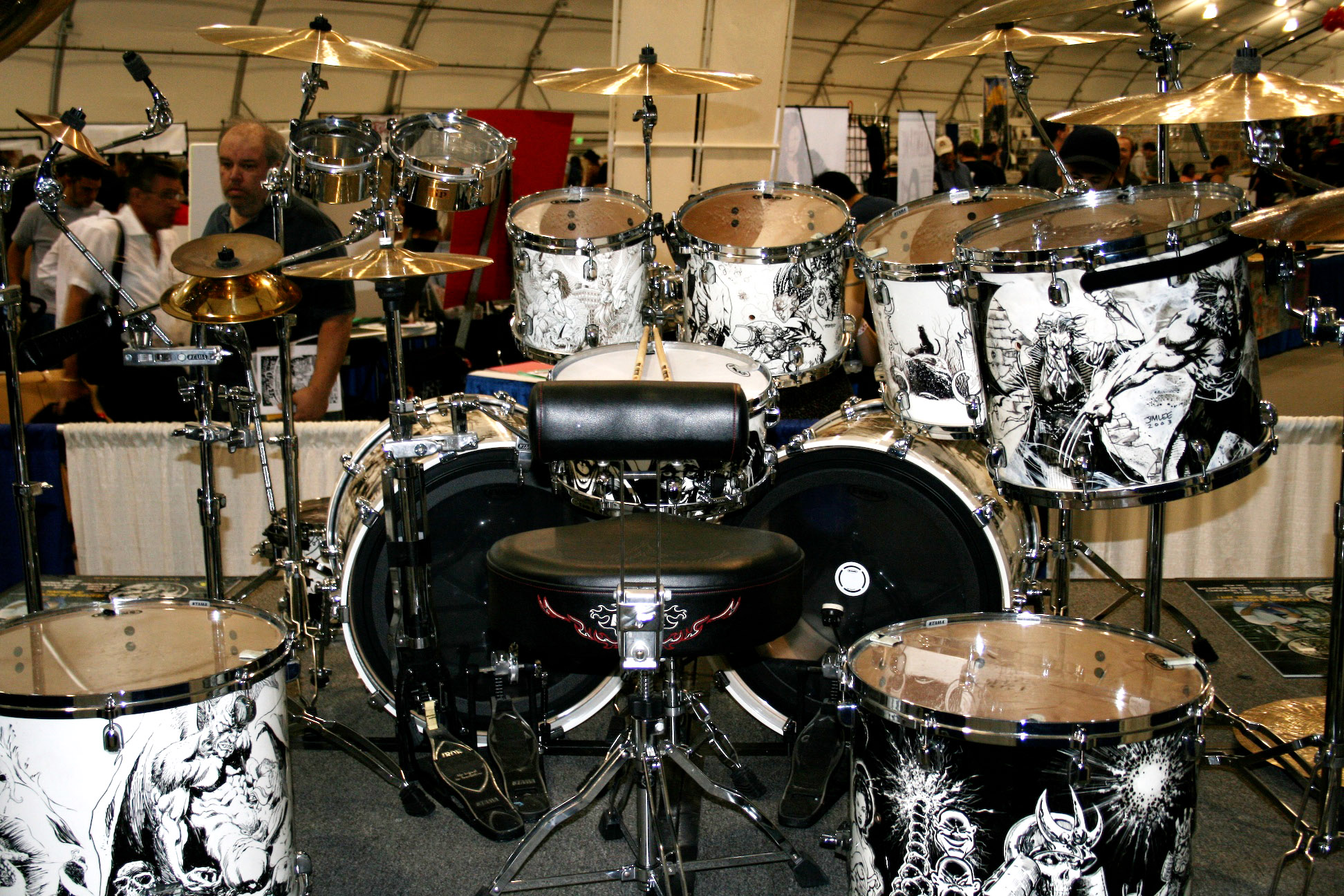
Kit de Dolmayan na Super-Con em 2007

John Dolmayan (em armênio: Ջոն Դոլմայան; Beirute, 15 de julho de 1972) é um baterista armênio-americano. Tornou-se conhecido por integrar a banda System of a Down. John nasceu em uma família de origem armênia em 15 de Julho de 1973 no Líbano. Atualmente reside em Las Vegas, Nevada.

## Biografia
Certa noite, John tinha então cinco anos de idade, pediu aos pais para dormir no quarto deles, assustado com o barulho do tiroteio que acontecia perto de sua casa, uma vez que o Líbano se encontrava em guerra civil. Pouco tempo depois uma bala perdida acertou a cama em que John estaria dormindo se não tivesse saído do seu quarto. Isso fez com que a família decidisse se mudar para a América do Norte em meados dos anos 70. Inicialmente foram para Toronto e depois para Los Angeles.
Sua primeira influência musical foi seu pai, que era saxofonista e amante de jazz.
Durante a adolescência nos Estados Unidos, John passou a tocar com bandas de rock locais em Los Angeles, com as quais começou a desenvolver seu estilo e descobriu novos ídolos como Jaco Pastorius, Ginger Baker e o trio Rush. Não durou muito até que seu caminho cruzasse com o de outros músicos de ascendência armênia.
Em 1993, o vocalista Serj Tankian e o guitarrista Daron Malakian se conheceram na escola em que estudavam e decidiram montar uma banda. Um amigo Shavo Odadjian se dispôs a atuar como produtor da banda, e logo a dupla descobriu que Shavo tinha um talento promissor como baixista. Ao lado do baterista Andy Khachaturian montaram, então, uma banda que trocou de nome (Soil) para "System of a Down", que foi uma adaptação do poema feito por Daron Malakian chamado "Victims of the Down". Dois anos depois, devido a uma lesão na mão, Kachaturian deixa o grupo, e assim, deu lugar à John Dolmayan que assumiu o posto de baterista na banda. Atualmente Andy Khachaturian é vocalista da banda "VoKEE".
Os SOADs começaram a se apresentar nas casas de rock de Los Angeles e em 98 o grupo fechou seu primeiro contrato com a Sony Music, lançando o álbum System of a Down. Aos poucos foram obtendo um público fiel, atraído pelo som pesado que o quarteto fazia e pelas letras que falavam de política e questões sociais.
Em 5 de Setembro de 2001 lançaram o segundo álbum, Toxicity, por coincidência poucos dias antes de 11 de Setembro. Em 12 de Setembro, Toxicity alcançava o topo do ranking de vendas.
Assim como o estilo do System of a Down é bem peculiar, transitando entre características que vão do rock'n'roll ao heavy metal, John Dolmayan também tem uma sonoridade bastante versátil. Toca com dois bumbos sem abusar desse tipo de recurso, explora bem o uso dos pratos, consegue tocar muito forte mas sabe variar dinâmicas com criatividade.
Foi considerado pelas revistas especializadas o melhor e mais técnico baterista de 2000. Atingiu em testes a incrível marca de 20 percussões em 1 segundo usando 1 das mãos, algo assaz estarrecedor.
Para ele, um dos momentos mais emocionantes da ainda curta carreira do System of a Down foi a primeira turnê, como a banda de abertura do Slayer:
"Os caras da banda disseram que, em todos os anos que eles tocam, nunca uma banda de abertura foi tão bem recebida pelo público como nós. Foi o máximo ouvir aquilo do Slayer!".
John é conhecido pelas suas expressões zangadas e taciturnas. Serj Tankian disse á revista Kerrang que estava sempre a tentar fazê-lo sorrir em palco, ao que John respondeu que ele tinha de fazer um grande esforço para não se desmanchar e não sair do ritmo.
No Verão de 2006, John anunciou que tencionava abrir um negócio de história em quadrinhos, sendo que já tem 5 milhões e meio de BD´s. Assim surgiu a Torpedo Comics. Além disso, também anunciou que poderá escrever um guião para um filme.

## Discografia

### System of a Down
- 1998 - System of a Down
- 2001 - Toxicity
- 2002 - Steal This Album!
- 2005 - Mezmerize
- 2005 - Hypnotize

### Axis of Justice
- 2004 - Concert Series Volume 1

### Serj Tankian
- 2007 - Elect the Dead

### Scars on Broadway
- 2008 - Scars On Broadway

### John Dolmayan
- 2020 - These Grey Men (álbum)

## Equipamento
- Bateria da Tama.
- Tama Starclassic Maple White Silk Finish 18" x 22" (2) Kick drum 8" x 10" Tom 9" x 12" Tom 10" x 14" Tom 16" x 16" Floor Tom 16" x 18" Floor Tom (2) Piccolo toms
- Paiste RUDE Cymbals
- Vic Firth Signature Sticks

## Prêmios
- 2006, System of a Down ganharam o Grammy na categoria de Melhor performance de Hard Rock pela música "B.Y.O.B."
- 2006, ganharam o MTV Good Woodie Award pela música "Question!"
- 2006, John foi considerado o melhor baterista pela revista Drum! Magazine's. Também ganhou o prémio de melhor baterista de alternative rock.
- 2006, foram os #14 no VH1 Top 40 Metal Songs com a música "Toxicity"
- 2007, foram nomeados para um Grammy Award na categoria Best Hard Rock Performance pela música "Lonely Day".